# Anania amaniensis
Anania amaniensis là một loài bướm đêm trong họ Crambidae.